# 西列齊 (季斯梅尼齊亞區)
49°2′5″N 24°43′54″E / 49.03472°N 24.73167°E
西列齊（烏克蘭語：Сілець），是烏克蘭西部的村莊，隸屬伊萬諾-弗蘭科夫斯克州的伊萬諾-弗蘭科夫斯克區。該村始建於1785年，面積16.63平方公里，2001年人口1,319，人口密度每平方公里79.3人。